# ワンス・アラウンド
『ワンス・アラウンド』（原題：Once Around）は、1991年制作のアメリカ合衆国のロマンティック・コメディ映画。ラッセ・ハルストレムのハリウッド初監督作品。リチャード・ドレイファスとホリー・ハンターは『オールウェイズ』に続いての共演。日本では劇場未公開。

## あらすじ
レナータは妹の結婚式が行われた夜、恋人から「君とは結婚する気はない」と告げられ、失意のどん底に陥る。
レナータは心機一転を図るべく、かねてからの夢であったコンドミニアムを販売するセールスウーマンの仕事に就こうと、カリブのリゾート地にやってきた。そこで彼女はやり手の敏腕セールスマン・サムと出会い、たちまち恋に落ちる。
しかし、彼女の両親はサムの強引さとがさつな性格を嫌い、2人の交際に反対、レナータはその間で板ばさみになり、悩む。

## キャスト
- サム・シャープ：リチャード・ドレイファス（吹替：樋浦勉）
- レナータ・ベラ：ホリー・ハンター（吹替：横尾まり）
- ジョー・ベラ：ダニー・アイエロ（吹替：小島敏彦）
- ジャン・ベラ：ローラ・サン・ジャコモ（吹替：佐々木優子）
- ゲイル・ベラ：ロクサーヌ・ハート（吹替：さとうあい）
- マリリン・ベラ：ジーナ・ローランズ（吹替：沢田敏子）
- ピーター：ティム・ギニー
- ジム・レッドストーン：グレッグ・ジャーマン
- ロブ：グリフィン・ダン